# 洪翼汉
洪翼汉（韓語：홍익한；1586年12月31日—1637年3月30日），字伯升，号花圃，本贯南阳。是朝鮮仁祖时期抵抗清朝的“三学士”之一，担任司宪府掌令，丙子胡乱时期被逮捕送往沈阳处死。1681年，朝鲜肃宗追赠谥号忠正，并且在南汉山城立“显节祠”祭祀他与尹集、吴达济、金尚宪、郑蕴。